# حكم كلارك
حكم كلارك هي مصطلح طبي يشير إلى معادلة رياضية تستخدم لحساب الجرعة المناسبة من الدواء للأطفال الذين تتراوح أعمارهم بين 2 إلى 17 عامًا بناءً على وزن المريض والجرعة المناسبة للبالغين. تمت تسمية الصيغة على اسم "سيسيل بيلفيلد كلارك" (1894-1970)، وهو طبيب بربادوسي كان يمارس عمله في جميع أنحاء المملكة المتحدة وجزر الهند الغربية وغانا.

## ملخص
الإجراء هو أخذ وزن الطفل بالجنيه، وتقسيمه على 150 رطلاً، وضرب النتيجة الكسرية بجرعة البالغين للعثور على جرعة الطفل المكافئة. على سبيل المثال، إذا كانت جرعة الدواء للبالغين تتطلب 30 مجم وكان وزن الطفل 30 رطلاً، فاقسم الوزن على 150 (30/150) للحصول على 1/5 وضرب 1/5 في 30 مجم للحصول على 6 مجم.
على الرغم من أنه من الشائع أكثر بالنسبة للأطباء استخدام الأدوية التي تقترح جرعات الشركة المصنعة للأطفال، إلا أن الإلمام بقاعدة كلارك يتم استخدامها كطبقة إضافية من الحماية ضد الأخطاء الدوائية التي قد تكون مميتة في الممارسة السريرية.

## حكم فرايد
تشبه قاعدة كلارك Fried's rule، والتي يتم من خلالها تعديل الصيغة لاستخدامها مع الرضع. الصيغة متطابقة تقريبًا، باستثناء استبدال وزن الطفل بعمر الرضيع بالأشهر.
سُميت قاعدة فرايد على اسم كالمان فرايد (1914–1999)، عالم الوراثة وطبيب الأطفال الإسرائيلي الذي طور صيغته الخاصة أثناء علاج ومراقبة الأطفال في مركز هداسا الطبي التابع للجامعة العبرية في القدس في الستينيات.

## حكم يونغ
Young's ruleالسابقة لحساب الجرعة الصحيحة من الدواء للطفل مشابهة: تنص على أن جرعة الطفل تساوي جرعة البالغين مضروبة في عمر الطفل بالسنوات، مقسومة على مجموع 12 بالإضافة إلى عمر الطفل.

## روابط خارجية
Clinical Calculation(5th Ed) Ch 12: Pediatric Dosage